# Zmarli w październiku 2011

## Październik 2011
- 31 października
  - Flórián Albert, węgierski piłkarz i działacz piłkarski[1]
  - Gilbert Cates, amerykański producent i reżyser[2]
  - Alfred Hilbe, polityk księstwa Liechtenstein, premier (1970–1974)[3]
  - Ali Saibou, nigerski polityk, prezydent Nigru w latach 1987–1993[4]
- 30 października
  - Leszek Lewandowski, polski chirurg, specjalista chirurgii szczękowo-twarzowej, profesor[5]
  - Gerard Zalewski, polski reżyser[6]
- 29 października
  - Jimmy Savile, brytyjski dziennikarz muzyczny, prezenter radiowy i telewizyjny[7]
- 28 października
  - Willy De Clercq, belgijski prawnik, polityk, poseł do PE[8]
  - Beryl Davis, brytyjska piosenkarka[9]
  - Elżbieta Romero, polska polityk, poseł IV kadencji[10]
  - Bartosz Zjawin, polski muzyk, raper, producent muzyczny[11]
- 27 października
  - Tadeusz Broś, polski dziennikarz telewizyjny, aktor, reżyser[12]
  - Amilcar Brusa, argentyński trener boksu zawodowego[13]
  - James Hillman, amerykański psycholog[14]
- 26 października
  - Adam Karpiński, polski historyk literatury[15]
  - Stefan Makné, polski pilot szybowcowy, samolotowy, balonowy, zdobywca Pucharu Gordona Bennetta[16]
  - Jona Senilagakali, fidżyjski polityk, premier Fidżi w latach 2006–2007[17]
- 25 października
  - Liviu Ciulei, rumuński reżyser filmowy i teatralny[18]
  - Arved Deringer, niemiecki polityk i prawnik, deputowany krajowy i europejski[19]
  - Włodzimierz Kaczmarek, polski ekonomista i samorządowiec, burmistrz Lubonia (1990–2006)[20]
  - Héctor López, meksykański bokser[21]
- 24 października
  - Kjell Johansson, szwedzki tenisista stołowy[22]
  - John McCarthy, amerykański informatyk, laureat Nagrody Turinga[23]
- 23 października
  - Andrzej Abramowicz, polski archeolog[24]
  - Herbert A. Hauptman, amerykański chemik, laureat Nagrody Nobla[25]
  - Bronislovas Lubys, litewski przedsiębiorca, polityk, premier Litwy w latach 1992–1993[26]
  - Eugeniusz Mazurkiewicz, polski ekonomista rolnictwa, prof. dr hab., poseł na Sejm PRL V i VI kadencji (1969–1976), wiceminister rolnictwa (1974–1978)[27]
  - Marco Simoncelli, włoski kierowca motocyklowy[28]
  - Bogdan Zakrzewski, polski historyk literatury[29]
- 22 października
  - Sultan bin Abdulaziz al Saud, saudyjski polityk, wicepremier, minister, następca tronu[30]
- 21 października
  - Zygmunt Kufel, polski polityk[31]
  - Tone Pavček, słoweński poeta, tłumacz[32]
- 20 października
  - Jerzy Bielecki, polski więzień obozu Auschwitz-Birkenau[33]
  - Mu’ammar al-Kaddafi, libijski polityk, przywódca Libii w latach 1969–2011[34]
  - Mutasim al-Kaddafi, libijski wojskowy, polityk[35]
  - Iztok Puc, słoweński piłkarz ręczny[36]
- 19 października
  - Krzysztof Choiński, polski samorządowiec, wiceprezydent Łomży[37]
  - Ken Meyerson, amerykański menedżer tenisowy[38]
  - Bohdan Osadczuk, ukraiński historyk, dziennikarz, publicysta[39]
  - Tadeusz Sawicz, polski pilot, generał brygady, uczestnik w bitwie o Anglię[40]
  - Jan Skałbania, polski lekkoatleta, lekarz[41]
- 18 października
  - Rafael Guzman, meksykański bokser[42]
  - Jan Marian Kaczmarek, polski inżynier technolog, minister w czasach PRL[43]
  - Józef Niedomagała, polski trener judo[44]
  - Wincenty Okoń, polski pedagog[45]
  - Michał (Staikos), grecki metropolita austriacki i egzarcha Węgier w jurysdykcji Patriarchatu Konstantynopolitańskiego, przewodniczący prawosławnej Konferencji Biskupów Austrii[46]
  - Mirosława Zakrzewska-Dubasowa, polska profesor historii Uniwersytetu Marii Curie-Skłodowskiej[47]
- 17 października
  - Manfred Gerlach, niemiecki polityk[48]
  - Hunter, australijski raper, pionier hip-hopu[49][50]
- 16 października
  - Henry Bathurst, brytyjski arystokrata, polityk[51]
  - Elouise Cobell, amerykańska finansistka Blackfoot, liderka pozwu zbiorowego Indian przeciw rządowi USA[52]
  - Józef Morzy, polski historyk[53]
  - Dan Wheldon, brytyjski kierowca wyścigowy[54]
- 15 października
  - Betty Driver, amerykańska aktorka[55]
  - Pierre Mamboundou, gaboński polityk[56]
  - Matthew G. Martínez, amerykański polityk, członek Izby Reprezentantów (1982–2001)[57]
- 14 października
  - Andrzej Goldmann, polski ekonomista i działacz państwowy, wicewojewoda koszaliński (1973–1975)[58]
  - Stanisław Panek, polski polityk[59]
  - Laura Pollán, założycielka kubańskiego ruchu opozycyjnego Kobiety w Bieli[60]
  - Genowefa Rejman, polska profesor prawa[61]
- 13 października
  - Barbara Kent, kanadyjska aktorka okresu kina niemego[62]
  - Jan Lelej, polski wojskowy, oficer, obrońca Westerplatte[63]
  - Janina Sokołowska-Pituchowa, polska lekarka i anatomka[64]
- 12 października
  - Heinz Bennent, niemiecki aktor[65]
  - Patricia Breslin, amerykańska aktorka[66]
  - Michał Krynicki, polski profesor matematyki, sędzia międzynarodowy chodu sportowego[67]
  - Dennis Ritchie, amerykański haker, jeden z pionierów nowoczesnego programowania[68]
- 11 października
  - Bartłomiej Kołodziej, polski polityk i architekt, senator I kadencji (1989–1991), poseł na Sejm I kadencji (1991–1993)[69]
- 10 października
  - Piotr Kajewski, polski dziennikarz i recenzent filmowy, związany z miesięcznikiem „Odra”[70]
- 9 października
  - Pawieł Karielin, rosyjski skoczek narciarski[71]
  - James Worrall, kanadyjski lekkoatleta[72]
- 8 października
  - Bolesław Pachół, polski lekkoatleta, wieloboista[73]
  - Grzegorz Plak, polski działacz samorządowy, prezydent Skierniewic (1981–1983)[74]
  - Jerzy Rzewuski, polski dziennikarz muzyczny[75]
  - Roger Williams, amerykański pianista[76]
- 7 października
  - Ramiz Alia, albański polityk, prezydent Albanii w latach 1991–1992[77]
  - George Baker, brytyjski aktor[78]
  - Enrique Monsonis, hiszpański polityk[79]
  - Walenty Potworowski, polski dominikanin[80]
  - Wacław Wieczorek, polski pilot samolotowy[81]
  - Joseph Larch, włoski alpinista i himalaista[82]
- 6 października
  - Zdravko Ceraj, jugosłowiański lekkoatleta, średnio i długodystansowiec[83]
  - Diane Cilento, australijska aktorka[84]
  - Neil Street, australijski trener żużlowy[85]
- 5 października
  - Niver Arboleda, kolumbijski piłkarz[86]
  - Bert Jansch, szkocki gitarzysta i wokalista folkowy[87]
  - Steve Jobs, amerykański wynalazca, współzałożyciel Apple Inc.[88]
  - Charles Napier, amerykański aktor[89]
- 3 października
  - Ovidio de Jesús – portorykański lekkoatleta (sprinter i płotkarz), olimpijczyk[90]
  - Mikko Laine, fiński gitarzysta rockowy, muzyk grupy Sole Remedy[91]
  - Zofia Nasierowska, polska fotografka[92]
- 2 października
  - Norbert Berliński, polski inżynier, samorządowiec, prezydent Elbląga[93]
  - Władysław Gawlas, polski polityk, przewodniczący PPRN w Nowym Targu, wicewojewoda nowosądecki (1981–1987)[94][95]
  - Andrija Fuderer, belgijski szachista, arcymistrz[96]
  - Peter Przygodda, niemiecki reżyser filmowy[97]
- 1 października
  - Sven Johansson, szwedzki hokeista[98]
  - Paweł Mantowanis, cypryjski duchowny prawosławny, metropolita Kirenii[99]